# Chyliza flavifrons
Chyliza flavifrons är en tvåvingeart som beskrevs av Iwasa 1989. Chyliza flavifrons ingår i släktet Chyliza och familjen rotflugor. Inga underarter finns listade i Catalogue of Life.